# Рённе, Карл Иванович
Карл Иванович Ренн (Карл Густав фон Рённе; нем. Carl Gustav von Rönne, 1720 — 4 апреля 1786) — генерал-поручик Русской императорской армии, герой войны с Барской конфедерацией, кавалер ордена Святого Георгия III-й степени за  № 2. Дед дипломата М. И. Хрептовича.

## Биография
Сын от первого брака полковника Оттона-Иоганна фон Рённе, родился в 1720-х годах. Поступил на русскую военную службу в 1743 году, в 1756 году был поручиком, в 1767 году — подполковником, а 3 июня 1769 года произведён в чин полковника с назначением командиром Каргопольского карабинерного полка.
12 января 1770 года карабинеры Рённе совместно с гусарами полковника Древица разбил наголову колонну вооружённых сторонников барской конфедерации при местечке Добра — «между Калишем и Серадзем», за что 3 февраля был награждён орденом св. Георгия III-й степени № 2 по кавалерским спискам:
За разбитие при м. Влодаве неприятеля, состоящаго около 2500 человек, и отбитие у него 3-х пушек и всего обоза с тремя эскадронами и 40 казаками. В 770 году генваря 12-го за разбитие в Польше под Ореховым возмутительной партии и отбитие 15 пушек.
17 марта 1774 года он был произведён в чин генерал-майора и в 1776 году состоял при Лифляндской дивизии, 28 июня 1782 года произведён в чин генерал-поручика.

### Отношения с Суворовым
Несмотря на успешные действия полка и его отдельных частей в боях против сторонников Барской конфедерации, в том числе — под общим командованием А. В. Суворова, отношения Рённе и Суворова оставались натянутыми до предела. При Веймарне — по личным их отношениям и общему недостатку кавалерийских частей в Польше и Литве — Рённе пользовался известной самостоятельностью, не будучи формально подчинён Суворову. По назначении Бибикова на место Веймарна Суворов послал ему следующее письмо, исчерпывающе характеризующее его отношение к Рённе:
С Ренном у нас дойдет до худого; человек он известный, вздорный, беспутный, худой души и, прямо сказать, присвоитель чужого. Кроме грубостей он здесь иного не чинил, да кроме вышереченного вряд ли и способен к чему. Толстый карман все прикрывает... Его обиды превозмогают мое терпение; его образец весьма дурен для прочих... Я не прочь, чтобы мне по расписанию вместо Каргопольского достался иной какой полк; не только по его поступкам в земле, да и по полку попадешь еще в хлопоты, а у меня и так от оглядок голова болит.
Жалобе был дан ход, и Суворов остался доволен полученным удовлетворением: «Я всё предал забвению, — пишет он в конце августа, — лишь бы Ренн впредь удержался от коварных выдумок».

## Семья

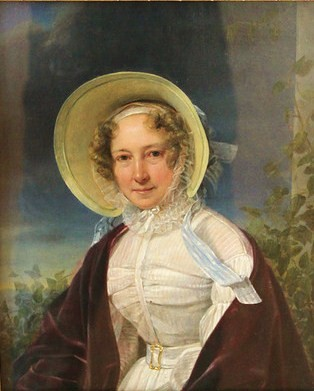
Мария Карловна Хрептович.

Рённе был женат два раза. Первая жена — Елена фон Бахман (1748—182?), дочь генерал-майора. Брак окончился разводом. После вступила во второй брак с ландратом Фридрихом фон Таубе. В браке было три сына.
Вторая жена (с 23.03.1778) — Мария Андреевна (Аврора-Мария) фон Лилиенфельд (20.12.1752—10.05.1810), дочь голштинского советника посольства Якова Генриха Лилиенфельда. 13 ноября 1796 года она была пожалована в статс-дамы и назначена гофмейстериной двора великой княгини Анны Фёдоровны; 5 апреля 1797 года, во время коронации императора Павла, получила орден св. Екатерины меньшего креста. Их дети:
- Генрих-Магнус был камергером и действительным статским советником, умер холостым за границей.
- Каролина-Мария (1780—1846), фрейлина, с 1808 года замужем за графом Иринеем Хрептовичем (1775—1850), сыном польского магната. Помимо Хрептовича, её руки добивался Д. В. Арсеньев и считался её женихом. Узнав о разрыве помолвки, Арсеньев вызвал Хрептовича на дуэль и был убит.